# Broken Butterfly: The Perfect Shade of Blu
Broken Butterfly: The Perfect Shade of Blu ist ein US-amerikanischer Pornofilm, der von Holly Randall Productions produziert wurde.

## Handlung
„Broken Butterfly“ ist ein Thriller mit Jewelz Blu als Juliet, einer jungen Frau mit einem neuen Job, einem neuen Freund und einem neuen, langweiligen, unerfüllten Leben. Doch als ihre Realität um sie herum zu zerbrechen beginnt, wird sie mit der Vergangenheit konfrontiert, die sie hinter sich gelassen zu haben glaubte. Der Film entwickelt sich zu einem hemmungslosen Dreier mit Charlotte Sins und Codey Steele.

## Szenen
- 1: Jewelz Blu, Codey Steele
- 2: Jewelz Blu, Charlotte Sins, Codey Steele

## Veröffentlichung
Die Veröffentlichung erfolgte am 6. Oktober 2024 auf DVD.

## Auszeichnungen
- 2025: AVN Award - Winner: Best Screenplay - Featurette (für Kyle McQueen, Tanner Moody & Jeffrey John Hart)[1]
- 2025: AVN Award - Winner: Best Featurette[1]
- 2025: XBIZ Award - Winner: Best Featurette